# Straume i Bø
Straume este o localitate din comuna Bø, provincia Nordland, Norvegia, cu o suprafață de 0,43 km² și o populație de 309 locuitori (2013).